# Стефан Карл Стефанссон
Заголовок цієї статті — це ісландське ім'я, де Стефан Карл — особове ім'я, а Стефанссон — ім'я по батькові. 
Стефан Карл Стефанссон (ісл. Stefán Karl Stefánsson; 10 липня 1975, Гапнарф'єрдюр, Ісландія — 21 серпня 2018, Лос-Анджелес, США) — ісландський актор, композитор, співак і танцюрист. Найбільш відомий завдяки ролі Роббі Гнильця у дитячому телесеріалі «Байдиківка».
Акторську кар'єру розпочав у 19 років, працюючи ляльководом на телебаченні. Закінчивши Академію мистецтв Ісландії починає працювати у Національному театрі Ісландії, де грав такі ролі як Сірано де Бержерак, Пака зі Сна літньої ночі, а також Миколи Іванова з однойменної пьєси А. П. Чехова.
Починаючи з 2004 року починає зніматися у телесеріалі Байдиківка, де грає роль головного антагоніста та лютого ворога Спортакуса Роббі Зіпсутого, яка згодом принесла актору шалену популярність.
Стефан Карл Стефанссон мав досвід у ряді спеціальностей та професій, зокрема баритон, фехтування, чечітка, танець модерн, стенд-ап, комедія дель арте. Також він вмів професійно грати на ударних інструментах, фортепіано, та на акордеоні.

## Хвороба та смерть
У жовтні 2016 року у Стефанссона було виявлено рак жовчних проток. Через хворобу актор був змушений призупинити кар'єру. У цей самий час в інтернеті розпочинається збір коштів на лікування актора, оскільки до цього у вересні того ж року користувач YouTube під ніком SiIvaGunner випустив ремікс композиції з серіалу Байдиківка «We Are Number One» (укр. Ми Найкращі Тут) у виконанні Стефанссона, і яка стала інтернет-мемом. За менше ніж рік було зібрано понад $151000, що було на $51000 більше потрібної суми у $100,000. На знак подяки актор провів прямий ефір у Facebook, де виконав свою відому пісню разом з іншими акторами з серіалу.
У серпні 2017 року актор заявив про своє одужання в інтерв'ю телекомпанії RÚV, однак згодом він уточнив на сайті GoFundMe, що не дивлячись на успішно видалені метастази, хвороба нікуди не ділась.
Стефан Карл Стефанссон помер 21 серпня 2018 року в Лос-Анджелесі, в оточенні рідних та друзів.

## Фільмографія
- 2001 — «Регіна» — поліцейський Менні
- 2004 — «Загублена принцеса» — Хробак
- 2004 — «Байдиківка» — Роббі Зіпсутий (Гнилець)
- 2008 — «Тру Джексон» — Карл Густав